# Quirijnstokpark
Het Quirijnstokpark is een park in het noordoosten van de Nederlandse stad Tilburg, tussen de wijk Quirijnstok (stadsdeel Noord) en het industrieterrein Loven. 
Het is ontworpen in de jaren 1960 als het belangrijkste park van het nieuwe stadsdeel Noord en dient als buffer tussen de woonwijken en het industrieterrein Loven. Ten westen van het park ligt de Sweelincklaan, ten noorden de Vlashoflaan, ten oosten bedrijventerrein Loven III en ten zuiden een sportpark en de bebouwing aan de Lennondreef.

## Inrichting

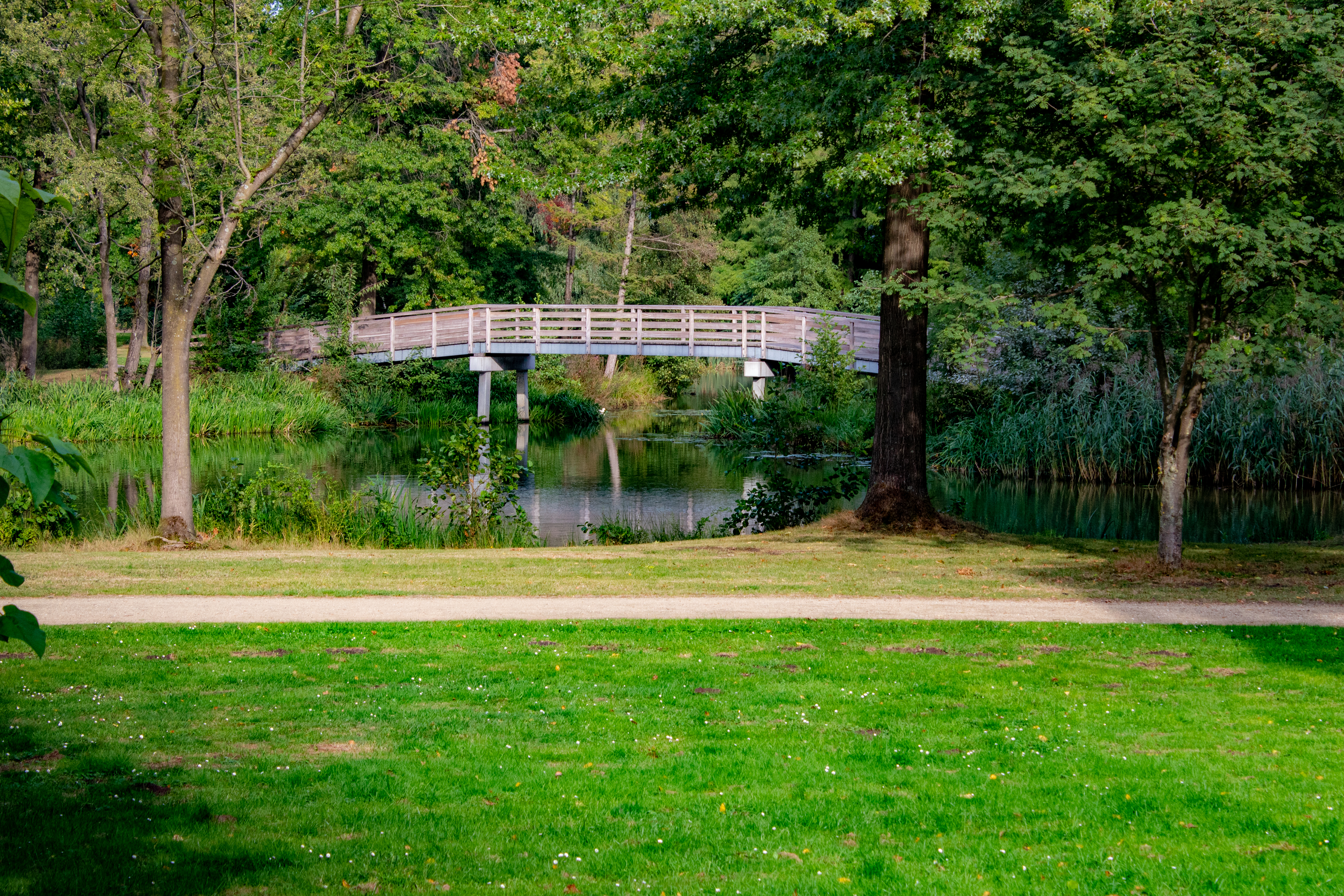

In het midden van het park ligt een nagenoeg over de gehele lengte strekkende vijver met enkele eilandjes. Met de grond uit de vijver zijn in het oosten van het park lage heuveltjes opgeworpen, die geheel zijn bebost. In het noordoosten van het park bevindt zich een hertenweide. Bij groot onderhoud is het park uitgebreid met de strook grond aan de oostzijde van de Sweelincklaan. Dit betekende extra wandelpaden, maar twee hoge flatgebouwen met adressen aan de Sweelincklaan vormen een gevoelsmatige barrière.

## Flora
Het bosplantsoen bevat onder andere veel gestaag groeiende beuken en enkele tientallen forse populieren. Naast vele inheemse boomsoorten bevat het park ook exotische boomsoorten.